# Final de Ascenso 2003-04
La Final de Ascenso 2003-04 fue una llave de definición en la cual se enfrentó el campeón del Torneo Apertura 2003: Dorados de Sinaloa, contra el campeón del Torneo Clausura 2004: León, disputándose en partidos de ida y vuelta, para determinar al equipo que ascendería a la Primera División.

## Sistema de competición
Disputarán el ascenso a la Primera División los campeones de los Torneos Apertura 2003 y Clausura 2004. El Club con mayor número de puntos en la Tabla General de Clasificación de la Temporada 2003-2004, (tabla que suma los puntos obtenidos por los Clubes participantes durante ambos Torneos) y tomando en cuenta los criterios de desempate establecidos en el reglamento de competencia, será el que juegue como local el partido de vuelta, eligiendo el horario del mismo.
El Club vencedor de la Final de Ascenso a la Primera División será aquel que en los dos partidos anote el mayor número de goles, criterio conocido como marcador global. Si al término del tiempo reglamentario el partido está empatado, se agregarán dos tiempos extras de 15 minutos cada uno. De persistir el empate en estos periodos, se procederá a lanzar tiros penales, hasta que resulte un vencedor.
Si el Club vencedor es el mismo en los dos Torneos, se producirá el ascenso automáticamente.

## Información de los equipos
| Equipo  | Entrenador         | Estadio | Ciudad            | Capacidad |
| ------- | ------------------ | ------- | ----------------- | --------- |
| Dorados | Juan Carlos Chávez | Banorte | Culiacán, Sinaloa | 23 000    |
| León    | José Luis Saldívar | León    | León, Guanajuato  | 31 297    |

## Partidos

### Dorados-León
| 2 de junio de 2004, 20:00 | León                           | 2:2     | Dorados                      | Estadio León, León, Guanajuato                                           |                                                                          |
|                           | L. Romero 43' · D. Perrone 83' | Reporte | A. Molina 24' · O. Rojas 43' | Asistencia: 20,000 espectadores Árbitro(s): Manuel Ernesto Glower Guerra | Asistencia: 20,000 espectadores Árbitro(s): Manuel Ernesto Glower Guerra |

| 6 de junio de 2004, 20:00                 | Dorados                          | 3:2 | León          | Estadio Banorte, Culiacán, Sinaloa                                   |                                                                      |
|                                           | C. Valdez 15' · R. Domínguez 65' |     | J. Guerra 52' | Asistencia: 14,000 espectadores Árbitro(s): Armando Archundia Tellez | Asistencia: 14,000 espectadores Árbitro(s): Armando Archundia Tellez |
| Dorados Campeón de Ascenso 2003-04 (5:4). |                                  |     |               |                                                                      |                                                                      |

| Campeón de Ascenso 2003-04     |
| ------------------------------ |
|                                |
| Dorados                        |
| 1° Título                      |
| Asciende a la Primera División |